# Branded (1950)
Branded is een Amerikaanse western uit 1950 onder regie van Rudolph Maté. Destijds werd de film in Nederland uitgebracht onder de titel Mannen van staal.

## Verhaal
De boer Lavery gelooft dat de rondzwervende cowboy Choya zijn verloren zoon is. Choya is in werkelijkheid een oplichter, die erop uit is om de boerderij van Lavery in te pikken. Wanneer hij zich thuis begint te voelen bij de familie Lavery en zelfs verliefd wordt op de dochter des huizes, gaat hij twijfelen aan zijn plannetje. Hij biecht alles op en gaat op zoek naar de echte zoon van Lavery.

## Rolverdeling
| Acteur           | Personage                |
| ---------------- | ------------------------ |
| Alan Ladd        | Choya                    |
| Mona Freeman     | Ruth Lavery              |
| Charles Bickford | Richard Lavery           |
| Robert Keith     | T. Jefferson Leffingwell |
| Joseph Calleia   | Rubriz                   |
| Peter Hansen     | Tonio                    |
| Selena Royle     | Mevrouw Lavery           |
| Tom Tully        | Ransom                   |
| John Berkes      | Tattoo                   |
| Milburn Stone    | Dawson                   |
| Martin Garralaga | Hernandez                |
| Edward Clark     | Dad Travis               |
| John Butler      | Spig                     |